# Mighty Switch Force! 2
Mighty Switch Force! 2 es un videojuego de puzle y plataformas desarrollado y distribuido por WayForward Technologies para la Nintendo 3DS. Es el cuarto juego en la saga Mighty de WayForward y la secuela de Mighty Switch Force! del 2011. El juego fue lanzado en la Nintendo eShop el 13 de junio del 2013 en Norteamérica y el 27 de junio en las regiones PAL. El juego fue lanzado posteriormente para la Wii U en octubre de ese mismo año. Un juego de puzle que utiliza elementos y recursos similares, Mighty Switch Force! Hose it Down!, fue lanzado para iOS el 12 de febrero del 2015 y para Microsoft Windows el 4 de junio.

## Trama
«La Brigada Galáctica de Fuego» ha emitido un código rojo: El Planeta Land se está quemando espontáneamente y todo se incendia. Patricia Wagon debe ayudar trabajando como «bombera cibernética» utilizando el Aparato Rociador Infinito, y rescatar a las Hooligan Sisters, quienes fueron reformadas desde su captura y se encuentran atrapadas en los incendios. Al mismo tiempo, el Cuartel General ha detectado gritos de un infante en apuros apodado «Ugly Secret Baby» o «U.S.B.». El «Sistema de Transmisión Rápida» utilizado generalmente para extrapolar personas fue pensado para usarse en adultos, por lo que Patricia debe encontrar un medio de transporte alternativo (en el juego patea a los bebés fuera de la pantalla).

## Jugabilidad
La jugabilidad sigue una premisa parecida a la del juego anterior donde los jugadores toman el rol de Patricia Wagon, quien ahora es una bombera que debe rescatar a las Hooligan Sisters del juego anterior de las ardientes llamas. Como en el juego previo, los jugadores tienen la tarea de utilizar la habilidad de Patricia de empujar bloques para rescatar a las Hooligan Sisters y llegar al punto de extracción lo antes posible. Esta vez, la pistola de Patricia del juego anterior ha sido remplazada por un nuevo aparato rociador que dispara un chorro de agua, que puede ser usado para vencer enemigos y apagar incendios. Esta nueva mecánica agrega varios tipos de bloques nuevos a la fórmula, como los bloques de barro que se deben disolver con agua, los bloques de tuberías que redirigen el chorro de agua y los bloques de madera que deben ser quemados antes de poder destruirse. Además de un tiempo medio que los jugadores pueden intentar superar, cada nivel también contiene un bebé «U.S.B.» escondido que pueden tratar de localizar.

## Recepción
Mighty Switch Force! 2 recibió reseñas «promedio» en ambas plataformas de acuerdo al sitio agregador de reseñas Metacritic. Destructoid elogió la jugabilidad de la versión de 3DS, pero lamentó su corta duración, una falla compartida con el predecesor del juego.

## Mighty Switch Force! Hose It Down!
Mighty Switch Force! Hose it Down! es un videojuego de puzle desarrollado por WayForward Technologies, lanzado originalmente para iOS el 12 de febrero del 2015 y porteado más tarde para Microsoft Windows el 4 de junio a través de Steam. Es el primer spin-off de la saga Mighty y fue creado con los mismos elementos, recursos y música de Mighty Switch Force! 2.

### Jugabilidad
La jugabilidad está inspirada en juegos de puzle clásicos como Pipe Mania. Los jugadores deben ordenar un número fijo de bloques de tuberías direccionales que aparecen en cada nivel, con el fin de redirigir el chorro de agua disparado por Patricia para apagar bloques de fuego y disolver bloques de barro. También existen ciertos niveles donde una Hooligan Sister reformada se encuentra atrapada en algún lugar del nivel y el jugador debe apagar las llamas y abrirle un camino usando los bloques de tuberías para dejarla escapar. Cada nivel también tiene un tiempo medio que el jugador puede intentar superar.

### Recepción
La versión de iOS obtuvo reseñas «mixtas» de acuerdo a Metacritic. Gamezebo elogió la jugabilidad y sensación de dicha versión. El criticismo apuntó a la repetición de algunos niveles para poder pasar los tiempos medios, y la idea de tener que pagar un dólar extra para desbloquear más niveles.